# Grand Prix-wegrace van Groot-Brittannië 1985
De Grand Prix-wegrace van Groot-Brittannië 1985 was de tiende Grand Prix van het wereldkampioenschap wegrace-seizoen 1985. De races werden verreden op 4 augustus 1985 op het Silverstone circuit nabij Silverstone (Northamptonshire). Tijdens deze Grand Prix werd de wereldtitel in de 250cc-klasse beslist.

## Algemeen
De Britse Grand Prix werd verreden onder erbarmelijke weersomstandigheden. Zowel de trainingen als de races werden gehinderd door hevige regenval en gevaarlijke rukwinden, waardoor er al enkele coureurs voor de start uitgeschakeld werden. Vanwege de plassen op de baan hadden vooral de zijspanrijders veel last van aquaplaning en zij weigerden uiteindelijk van start te gaan, tot woede van de organisatie. Yamaha presenteerde de nieuwe Yamaha YZR 250-V-twin, die alleen door Carlos Lavado gebruikt werd omdat Martin Wimmer geblesseerd was. HRC voorzag naast Freddie Spencer nu ook Randy Mamola en Wayne Gardner van de viercilinder Honda NSR 500, tot teleurstelling van Ron Haslam, die de machine graag in zijn thuisrace had ingezet. Skoal Bandit-Heron-Suzuki versterkte zich met een tweede rijder, maar het werd geen Brit. Men koos voor de Australiër Paul Lewis. Rolf Biland liet zijn nieuwe LCR-Krauser thuis en koos voor de snellere Krauser-LCR-Yamaha. 

## 500cc-klasse

### De training
In de droge training, waarbij het wel al hard waaide, zette Freddie Spencer de snelste rondetijd, voor Eddie Lawson en Christian Sarron. Randy Mamola en Wayne Gardner hadden tijd nodig om de afstelling van de Honda NSR 500 te vinden, maar stonden toch op de vierde en de vijfde startplaats. Omdat hij nu toch met de viercilinder reed, had Gardner een driecilinder Honda NS 500-fabrieksblok aan Roger Marshall uitgeleend. Die reed er de zevende tijd mee. 

#### Trainingstijden
| Pos | Coureur            | Merk                      | Tijd    |
| --- | ------------------ | ------------------------- | ------- |
| 1.  | Freddie Spencer    | Rothmans-HRC-Honda        | 1"28'42 |
| 2.  | Eddie Lawson       | Marlboro-Yamaha           | 1"29'35 |
| 3.  | Christian Sarron   | Gauloises-Sonauto-Yamaha  | 1"29'42 |
| 4.  | Randy Mamola       | Rothmans-HRC-Honda        | 1"29'80 |
| 5.  | Wayne Gardner      | Rothmans-HRC-Honda-UK     | 1"30'33 |
| 6.  | Raymond Roche      | Marlboro-Yamaha           | 1"30'58 |
| 7.  | Roger Marshall     | Rothmans-HRC-Honda-UK     | 1"31'79 |
| 8.  | Ron Haslam         | Rothmans-HRC-Honda-UK     | 1"32'20 |
| 9.  | Didier de Radiguès | ELF-Chevallier-HRC-Honda  | 1"32'26 |
| 10. | Rob McElnea        | Skoal Bandit-Heron-Suzuki | 1"32'44 |

### De race
Honderd meter leidde Ron Haslam zijn thuis-GP voor Roger Marshall. Toen werden ze gepasseerd door Freddie Spencer, die in de zeer natte omstandigheden twee seconden per ronde sneller was dan de rest van het veld. Haslam leidde de achtervolging samen met Didier de Radiguès en Randy Mamola. Christian Sarron, een erkend regenrijder, was slecht gestart omdat hij tijdens de duwstart was uitgegleden en Eddie Lawson had veel tijd nodig om zijn ritme te vinden. Toen hij bij de achtervolgers aansloot was Spencer al buiten beeld. Bovendien kwam een nieuwe bedreiging in de vorm van Sarron achterop. Sarron passeerde Lawson in de zesde ronde, maar toen de achtervolgers bij Chapel de Hangar Straight opdraaiden was Spencer bij Stowe Corner al uit het zicht verdwenen. Sarron passeerde ook Mamola en De Radiguès zonder zichtbare moeite en Lawson leek daar moed uit te putten, want hij deed hetzelfde. Aan het einde van de zevende ronde stopten Wayne Gardner en Rob McElnea in de pit. Sarron begreep ook wel dat zijn merkgenoot Lawson de enige was met kans op de wereldtitel en Lawson kon hem dan ook zonder moeite passeren, maar hij keek toen al tegen een achterstand van negentien seconden aan. In de twaalfde ronde was de voorsprong van Spencer teruggelopen naar twaalf seconden, maar dat lag meer aan het feit dat Spencer rustiger reed. Een ronde later was het weer zestien seconden. In de laatste ronden liet Spencer het verschil teruglopen tot acht seconden, maar hij had de hele race gecontroleerd. Hij hoefde in de komende twee GP's nog maar tien punten te scoren om ook in de 500cc-klasse wereldkampioen te worden.

#### Uitslagen 500cc-klasse
| Pos | Coureur             | Merk                      | Ronden | Tijd      | Grid | Punten |
| --- | ------------------- | ------------------------- | ------ | --------- | ---- | ------ |
| 1   | Freddie Spencer     | Rothmans-HRC-Honda        | 28     | 49"20'17  | 1    | 15     |
| 2   | Eddie Lawson        | Marlboro-Yamaha           | 28     | +8'32     | 2    | 12     |
| 3   | Christian Sarron    | Gauloises-Sonauto-Yamaha  | 28     | +32'48    | 3    | 10     |
| 4   | Didier de Radiguès  | ELF-Chevallier-HRC-Honda  | 28     | +1"07'21  | 9    | 8      |
| 5   | Randy Mamola        | Rothmans-HRC-Honda        | 28     | +1"16'11  | 4    | 6      |
| 6   | Raymond Roche       | Marlboro-Yamaha           | 28     | +1"18'72  | 6    | 5      |
| 7   | Boet van Dulmen     | Bakker-Honda              | 27     | +1 ronde  | 26   | 4      |
| 8   | Roger Burnett       | Rothmans-Honda-UK         | 27     | +1 ronde  | 12   | 3      |
| 9   | Neil Robinson       | Suzuki                    | 27     | +1 ronde  | 32   | 2      |
| 10  | Paul Lewis          | Skoal Bandit-Heron-Suzuki | 27     | +1 ronde  | 12   | 1      |
| 11  | Dave Petersen       | Honda                     | 27     | +1 ronde  | 16   |        |
| 12  | Chris Martin Sr.    | Suzuki                    | 27     | +1 ronde  | 35   |        |
| 13  | Rob Punt            | Suzuki                    | 27     | +1 ronde  | 28   |        |
| 14  | Ron Haslam          | Rothmans-HRC-Honda-UK     | 27     | +1 ronde  | 8    |        |
| 15  | Wolfgang von Muralt | Bakker-Suzuki             | 27     | +1 ronde  | 17   |        |
| 16  | Christian Le Liard  | ELF-Chevallier-Honda      | 27     | +1 ronde  | 27   |        |
| 17  | Steve Parrish       | Mitsui-Yamaha             | 27     | +1 ronde  | 23   |        |
| 18  | Franco Uncini       | HB-Gallina-Suzuki         | 27     | +1 ronde  | 13   |        |
| 19  | Fabio Biliotti      | Honda                     | 27     | +1 ronde  | 34   |        |
| 20  | Ray Swann           | Suzuki                    | 26     | +2 ronden | 18   |        |
| 21  | Paul Iddon          | Suzuki                    | 26     | +2 ronden | 20   |        |
| 22  | Trevor Nation       | Suzuki                    | 26     | +2 ronden | 36   |        |
| 23  | Maarten Duyzers     | Suzuki                    | 26     | +2 ronden | 40   |        |
| 24  | Massimo Messere     | Honda                     | 26     | +2 ronden | 30   |        |
| 25  | Barry Woodland      | Suzuki                    | 25     | +3 ronden | 37   |        |
| 26  | Simon Buckmaster    | Suzuki                    | 25     | +3 ronden | 31   |        |
| 27  | Karl Truchsess      | Honda                     | 25     | +3 ronden | 39   |        |
| 28  | Mark Ordridge       | Suzuki                    | 23     | +5 ronden | 38   |        |

#### Niet gefinisht
| Coureur        | Merk                      | Ronden | Oorzaak | Grid |
| -------------- | ------------------------- | ------ | ------- | ---- |
| Thierry Espié  | Chevallier-Honda          | 20     |         | 15   |
| Mark Salle     | Suzuki                    | 20     |         | 33   |
| Armando Errico | Honda                     | 19     |         | 21   |
| Sito Pons      | HB-Gallina-Suzuki         | 14     |         | 11   |
| Gustav Reiner  | Bakker-Honda              | 10     | Val     | 14   |
| Gary Lingham   | Suzuki                    | 9      |         | 19   |
| Keith Huewen   | Honda                     | 8      |         | 24   |
| Rob McElnea    | Skoal Bandit-Heron-Suzuki | 6      |         | 10   |
| Alan Jeffery   | Suzuki                    | 6      |         | 25   |
| Eero Hyvärinen | Honda                     | 5      |         | 29   |
| Wayne Gardner  | Rothmans-HRC-Honda-UK     | 5      |         | 5    |
| Roger Marshall | Rothmans-HRC-Honda-UK     | 2      |         | 7    |

#### Niet gekwalificeerd
| Coureur        | Merk   |
| -------------- | ------ |
| Toni Moran     | Suzuki |
| Marco Papa     | Paton  |
| Des Barry      | Yamaha |
| Carlos Morante | Suzuki |
| David Griffith | Suzuki |
| Peter Lemstra  | Suzuki |

#### Niet deelgenomen
| Coureur              | Merk                      | Oorzaak    |
| -------------------- | ------------------------- | ---------- |
| Mike Baldwin         | Honda                     |            |
| Pierre-Etienne Samin | ELF-Chevallier-Honda      |            |
| Takazumi Katayama    | Bakker-Rothmans-HRC-Honda | Gestopt    |
| Mile Pajic           | SNRT-Honda                | Teambeleid |
| Henk van der Mark    | SNRT-Honda                | Teambeleid |
| Marco Lucchinelli    | Cagiva                    | Teambeleid |
| Virginio Ferrari     | Cagiva                    | Teambeleid |

### Top tien tussenstand 500cc-klasse
| Pos. | Coureur            | Merk                      | Ptn. |
| ---- | ------------------ | ------------------------- | ---- |
| 1    | Freddie Spencer    | Rothmans-HRC-Honda        | 126  |
| 2    | Eddie Lawson       | Marlboro-Yamaha           | 106  |
| 3    | Christian Sarron   | Gauloises-Sonauto-Yamaha  | 72   |
| 4    | Wayne Gardner      | Rothmans-HRC-Honda-UK     | 61   |
| 5    | Ron Haslam         | Rothmans-HRC-Honda-UK     | 57   |
| 6    | Randy Mamola       | Rothmans-HRC-Honda        | 56   |
| 7    | Didier de Radiguès | ELF-Chevallier-HRC-Honda  | 42   |
| 8    | Raymond Roche      | Marlboro-Yamaha           | 39   |
| 9    | Rob McElnea        | Skoal Bandit-Heron-Suzuki | 19   |
| 10   | Boet van Dulmen    | Honda / Bakker-Honda      | 18   |

## 250cc-klasse

### De training
Met zijn nieuwe Yamaha YZR 250, in feite een halve OW 81, zette Carlos Lavado de snelste rondetijd, sneller dan het oude ronderecord van Christian Sarron. Op zaterdagmorgen werd hij echter verrast door een windstoot en hij viel bij Abbey Curve, waarbij hij zijn handen en een voet blesseerde. Vooral in de 250cc-training waren er veel valpartijen, zonder al te ernstige gevolgen. 

#### Trainingstijden
| Pos | Coureur              | Merk               | Tijd    |
| --- | -------------------- | ------------------ | ------- |
| 1.  | Carlos Lavado        | Venemotos-Yamaha   | 1"32'78 |
| 2.  | Freddie Spencer      | Rothmans-HRC-Honda | 1"33'91 |
| 3.  | Pierre Bolle         | Bakker-Parisienne  | 1"34'04 |
| 4.  | Manfred Herweh       | Bakker-Real-Rotax  | 1"34'25 |
| 5.  | Toni Mang            | Marlboro-HRC-Honda | 1"34'65 |
| 6.  | Gary Noel            | EMC-Rotax          | 1"34'94 |
| 7.  | Siegfried Minich     | Yamaha             | 1"35'06 |
| 8.  | Jean-Michel Mattioli | Yamaha             | 1"35'29 |
| 9.  | Roland Freymond      | Yamaha             | 1"35'32 |
| 10. | Jean-François Baldé  | Yamaha             | 1"35'37 |

### De race
Met zijn pijnlijke handen in plastic handschoenen (van Barry Sheene gekregen) gestoken startte Carlos Lavado toch in de 250cc-race, maar Alan Carter dook als eerste Copse Corner in, gevolgd door Toni Mang, Freddie Spencer, Fausto Ricci, Pierre Bolle en Reinhold Roth. Carter nam al in de eerste ronde een flinke voorsprong. Toni Mang volgde, terwijl Spencer iets terugviel. Spencer hoefde geen risico's te nemen, want de vierde plaats was voldoende om zijn wereldtitel veilig te stellen. Bovendien had hij problemen met het piekerige vermogen van zijn Honda RS 250 R-W, was zijn gearing te kort gekozen en wilde hij niet riskeren dat hij niet meer in de 500cc-race zou kunnen starten. Ricci en Roth passeerden Spencer, maar Ricci viel later weer terug en werd uiteindelijk slechts achtste. Koploper Carter bouwde een voorsprong van twaalf seconden op, maar viel in Stowe Corner. Geholpen door de baancommissarissen wist hij zijn machine weer te starten om uiteindelijk zevende te worden. Toni Mang kwam zodoende aan de leiding, gevolgd door Reinhold Roth en Manfred Herweh, die na een goede inhaalrace Spencer voorbijgegaan was. Een compleet Duits podium was het gevolg, maar Spencer was de eerste Honda-250cc-wereldkampioen sinds Mike Hailwood in het seizoen 1967. 

#### Uitslagen 250cc-klasse
| Pos | Coureur              | Merk               | Tijd      | Grid | Punten |
| --- | -------------------- | ------------------ | --------- | ---- | ------ |
| 1   | Toni Mang            | Marlboro-HRC-Honda | 43"33'62  | 5    | 15     |
| 2   | Reinhold Roth        | Juchem-Yamaha      | +17'97    | 17   | 12     |
| 3   | Manfred Herweh       | Bakker-Real-Rotax  | +25'95    | 4    | 10     |
| 4   | Freddie Spencer      | Rothmans-HRC-Honda | +34'06    | 2    | 8      |
| 5   | Jean-Michel Mattioli | Yamaha             | +39'97    | 8    | 6      |
| 6   | Pierre Bolle         | Bakker-Parisienne  | +42'77    | 3    | 5      |
| 7   | Alan Carter          | Honda              | +42'78    | 11   | 4      |
| 8   | Fausto Ricci         | Rothmans-HRC-Honda | +51'39    | 22   | 3      |
| 9   | Jacques Cornu        | Parisienne-Honda   | +1"31'42  | 23   | 2      |
| 10  | Joey Dunlop          | Rothmans-Honda-UK  | +1"33'61  | 29   | 1      |
| 11  | Kenny Irons          | Yamaha             | +1"35'19  | 26   |        |
| 12  | Tony Head            | Armstrong-Rotax    | +1"35'91  | 21   |        |
| 13  | Dominique Sarron     | Rothmans-Honda     | +1"36'00  | 18   |        |
| 14  | Andy Watts           | EMC-Rotax          | +1 ronde  | 13   |        |
| 15  | Michel Galbit        | Yamaha             | +1 ronde  | 31   |        |
| 16  | Stéphane Mertens     | Yamaha             | +1 ronde  | 14   |        |
| 17  | Mario Rademeyer      | Yamaha             | +1 ronde  | 32   |        |
| 18  | Harald Eckl          | Juchem-Yamaha      | +1 ronde  | 35   |        |
| 19  | Hans Becker          | Yamaha             | +1 ronde  | 39   |        |
| 20  | Juan Garriga         | JJ Cobas-Rotax     | +1 ronde  | 24   |        |
| 21  | Jean Foray           | Chevallier-Yamaha  | +1 ronde  | 33   |        |
| 22  | Thierry Rapicault    | Yamaha             | +2 ronden | 19   |        |

#### Niet gefinisht
| Coureur                | Merk                        | Oorzaak    | Grid |
| ---------------------- | --------------------------- | ---------- | ---- |
| Carlos Lavado          | Venemotos-Yamaha            | Opgave     | 1    |
| Tony Rogers            | Yamaha                      |            | 34   |
| René Delaby            | Rotax                       |            | 28   |
| Carlos Cardús          | JJ Cobas-Rotax              |            | 15   |
| Stefano Caracchi       | MBA                         |            | 27   |
| Steve Williams         | Yamaha                      |            | 38   |
| Luis Miguel Reyes      | JJ Cobas-Rotax              |            | 30   |
| August Auinger         | Bartol                      |            | 25   |
| Antonio Neto           | JJ Cobas-Rotax              |            | 16   |
| Jean-François Baldé    | Yamaha                      |            | 10   |
| Steve Chambers         | Yamaha                      |            | 20   |
| Kevin Mitchell         | Yamaha                      |            | 40   |
| Siegfried Minich       | Yamaha                      |            | 7    |
| Niall Mackenzie        | Silverstone-Armstrong-Rotax |            | 12   |
| Geoff Fowler           | Yamaha                      |            | 36   |
| Jean-Louis Guignabodet | MIG-Rotax                   |            | 37   |
| Gary Noel              | EMC-Rotax                   | Ontsteking | 6    |
| Roland Freymond        | Yamaha                      |            | 9    |

#### Niet gekwalificeerd
| Coureur       | Merk                        |
| ------------- | --------------------------- |
| Donnie McLeod | Silverstone-Armstrong-Rotax |
| Edwin Weibel  | Yamaha                      |
| Jacky Onda    | Pernod                      |

#### Niet deelgenomen
| Coureur          | Merk             | Oorzaak   |
| ---------------- | ---------------- | --------- |
| Loris Reggiani   | Aprilia-Rotax    | Blessure  |
| Hans Lindner     | Rotax            | Blessure  |
| Mar Schouten     | Yamaha           |           |
| Hans Besendorfer | Yamaha           |           |
| Ángel Nieto      | Garelli          | Ontslagen |
| Iván Palazzese   | Venemotos-Yamaha | Ontslagen |
| Erich Klein      | Rotax            | Blessure  |
| Martin Wimmer    | Mitsui-Yamaha    | Blessure  |
| Maurizio Vitali  | Garelli          |           |

### Top tien tussenstand 250cc-klasse
| Pos. | Coureur                          | Merk                                 | Ptn. |
| ---- | -------------------------------- | ------------------------------------ | ---- |
| 1    | Freddie Spencer (wereldkampioen) | Rothmans-HRC-Honda                   | 127  |
| 2    | Toni Mang                        | Marlboro-HRC-Honda                   | 97   |
| 3    | Martin Wimmer                    | Mitsui-Yamaha                        | 69   |
| 4    | Carlos Lavado                    | Venemotos-Yamaha                     | 67   |
| 5    | Fausto Ricci                     | Rothmans-HRC-Honda                   | 35   |
| 6    | Loris Reggiani                   | Aprilia-Rotax                        | 34   |
| 7    | Reinhold Roth                    | Juchem-Yamaha                        | 28   |
| 8    | Alan Carter                      | HRC-Honda / Honda                    | 24   |
| 9    | Manfred Herweh                   | Bakker-Real-Rotax                    | 23   |
| 10   | Jacques Cornu                    | Bakker-Parisienne / Parisienne-Honda | 19   |

## 125cc-klasse

### De training

#### Trainingstijden
| Pos | Coureur            | Merk        | Tijd    |
| --- | ------------------ | ----------- | ------- |
| 1.  | Ezio Gianola       | FMI-Garelli | 1"39'60 |
| 2.  | Bruno Kneubühler   | LCR-MBA     | 1"39'83 |
| 3.  | Fausto Gresini     | FMI-Garelli | 1"40'15 |
| 4.  | Jean-Claude Selini | MBA         | 1"40'21 |
| 5.  | Olivier Liégeois   | MBA         | 1"40'22 |
| 6.  | Pier Paolo Bianchi | MBA         | 1"41'11 |
| 7.  | August Auinger     | Bartol-MBA  | 1"41'54 |
| 8.  | Thierry Feuz       | MBA         | 1"41'71 |
| 9.  | Willy Pérez        | MBA         | 1"42'19 |
| 10. | Giuseppe Ascareggi | MBA         | 1"42'67 |

### De race
Toen de eerste schermutselingen na de start van de 125cc-race voorbij waren, werd de race geleid door een groepje met Jussi Hautaniemi, Thierry Feuz en Jean-Claude Selini. Bruno Kneubühler en Pier Paolo Bianchi kenden een slechte start, maar wisten zich naar voren te werken. Kneubühler gaf echter op omdat hij veel last had van een in de training geblesseerde hand. Van de WK-koplopers voegde zich als eerste Fausto Gresini bij de kopgroep, terwijl Ezio Gianola in de tweede ronde ten val kwam. August Auinger pakte de tweede plaats achter Selini, maar zijn Dunlop-banden werkten uitstekend in de regen en hij nam de leiding en liep elke ronde verder uit. Ook Bianchi kwam naar voren en hij nam de tweede plaats in. Gresini moest de strijd om de derde plaats uitvechten met Selini. In de laatste bocht wist Selini de derde plaats te pakken, waardoor Gresini slechts acht punten scoorde. Voor de WK-stand had dit grote gevolgen: Bianchi nam de leiding weer over en door zijn overwinning én het uitvallen van Gianola kwam Auinger nu op de gedeelde derde plaats te staan. 

#### Uitslagen 125cc-klasse
| Pos | Coureur            | Merk        | Tijd      | Grid | Punten |
| --- | ------------------ | ----------- | --------- | ---- | ------ |
| 1   | August Auinger     | Bartol-MBA  | 38"58'34  | 7    | 15     |
| 2   | Pier Paolo Bianchi | MBA         | +26'50    | 6    | 12     |
| 3   | Jean-Claude Selini | MBA         | +32'71    | 4    | 10     |
| 4   | Fausto Gresini     | FMI-Garelli | +32'74    | 3    | 8      |
| 5   | Jussi Hautaniemi   | MBA         | +42'89    | 13   | 6      |
| 6   | Domenico Brigaglia | MBA         | +49'06    | 11   | 5      |
| 7   | Willy Pérez        | MBA         | +49'70    | 9    | 4      |
| 8   | Olivier Liégeois   | MBA         | +1"11'32  | 5    | 3      |
| 9   | Willy Hupperich    | Seel-MBA    | +1"18'80  | 18   | 2      |
| 10  | Michael McGarrity  | MBA         | +1"19'33  | 33   | 1      |
| 11  | Luca Cadalora      | MBA         | +1"24'76  | 15   |        |
| 12  | Anton Straver      | MBA         | +1"28'51  | 14   |        |
| 13  | David Lowe         | MBA         | +1"34'08  | 27   |        |
| 14  | Håkan Olsson       | MBA         | +1"46'57  | 17   |        |
| 15  | Eric Gijsel        | MBA         | +1"55'40  | 23   |        |
| 16  | Robin Appleyard    | MBA         | +1 ronde  | 21   |        |
| 17  | Christoph Bürki    | MBA         | +1 ronde  | 28   |        |
| 18  | Steve Mason        | MBA         | +1 ronde  | 38   |        |
| 19  | Johnny Wickström   | MBA         | +1 ronde  | 16   |        |
| 20  | Mike Leitner       | MBA         | +1 ronde  | 22   |        |
| 21  | Michel Escudier    | MBA         | +1 ronde  | 32   |        |
| 22  | Thomas Pedersen    | MBA         | +1 ronde  | 19   |        |
| 23  | Jacques Grandjean  | MBA         | +1 ronde  | 37   |        |
| 24  | Peter Sommer       | MBA         | +1 ronde  | 31   |        |
| 25  | Thierry Feuz       | MBA         | +2 ronden | 8    |        |
| 26  | Jacky Hutteau      | MBA         | +3 ronden | 24   |        |

#### Niet gefinisht
| Coureur            | Merk        | Oorzaak | Grid |
| ------------------ | ----------- | ------- | ---- |
| Giuseppe Ascareggi | MBA         |         | 10   |
| Ezio Gianola       | FMI-Garelli | Val     | 1    |
| Fernando Gonzalez  | MBA         |         | 29   |
| Bruno Kneubühler   | LCR-MBA     | Opgave  | 2    |
| Esa Kytölä         | MBA         |         | 20   |
| Wilhelm Lücke      | MBA         |         | 25   |
| Boy van Erp        | MBA         |         | 36   |
| Andres Sánchez     | MBA         |         | 30   |
| Hugo Vignetti      | MBA         |         | 26   |
| Alex Bedford       | MBA         |         | 12   |
| Hubert Abold       | MBA         |         | 34   |
| Thierry Maurer     | MBA         |         | 35   |
| Bady Hassaine      | MBA         |         | 39   |
| Lars-Erik Kallesö  | MBA         |         | 40   |

#### Niet deelgenomen
| Coureur          | Merk | Oorzaak  |
| ---------------- | ---- | -------- |
| Lucio Pietroniro | MBA  | Blessure |
| Ton Spek         | MBA  | Blessure |

### Top tien tussenstand 125cc-klasse
| Pos. | Coureur            | Merk        | Ptn. |
| ---- | ------------------ | ----------- | ---- |
| 1    | Pier Paolo Bianchi | MBA         | 87   |
| 2    | Fausto Gresini     | FMI-Garelli | 84   |
| 3    | Ezio Gianola       | FMI-Garelli | 57   |
| 3    | August Auinger     | Bartol-MBA  | 57   |
| 5    | Bruno Kneubühler   | LCR-MBA     | 50   |
| 6    | Jean-Claude Selini | MBA         | 36   |
| 7    | Domenico Brigaglia | MBA         | 35   |
| 8    | Lucio Pietroniro   | MBA         | 24   |
| 9    | Olivier Liégeois   | MBA         | 17   |
| 9    | Jussi Hautaniemi   | MBA         | 17   |

## Zijspanklasse

### De training
Egbert Streuer en Bernard Schnieders hadden al de snelste rondetijd gereden, maar wisten dat ze nog wel een seconde sneller konden. Toen ze dat wilden proberen ging hun ontsteking stuk. Steve Webster was weer hersteld van zijn ongeluk in de TT van Assen en reed de derde tijd, terwijl WK-leider Werner Schwärzel slechts zesde was, 2½ seconde langzamer dan Streuer. 

#### Trainingstijden
| Pos | Coureur          | Bakkenist          | Merk               | Tijd    |
| --- | ---------------- | ------------------ | ------------------ | ------- |
| 1.  | Egbert Streuer   | Bernard Schnieders | LCR-Yamaha         | 1"31'34 |
| 2.  | Rolf Biland      | Kurt Waltisperg    | Krauser-LCR-Yamaha | 1"31'79 |
| 3.  | Steve Webster    | Tony Hewitt        | LCR-Yamaha         | 1"33'65 |
| 4.  | Mick Barton      | Simon Birchall     | LCR-Yamaha         | 1"33'89 |
| 5.  | Alain Michel     | Jean-Marc Fresc    | Krauser-LCR-Yamaha | 1"33'98 |
| 6.  | Werner Schwärzel | Fritz Buck         | Krauser-LCR-Yamaha | 1"34'07 |
| 7.  | Mick Boddice     | Chas Birks         | LCR-Yamaha         | 1"34'18 |
| 8.  | Alfred Zurbrügg  | Martin Zurbrügg    | LCR-Yamaha         | 1"34'21 |
| 9.  | Masato Kumano    | Helmut Diehl       | LCR-Yamaha         | 1"34'35 |
| 10. | Rolf Steinhausen | Bruno Hiller       | Busch-ARO          | 1"35'33 |

### De race
Na afloop van de warm-uptraining vervoegden zich ten minste tien zijspanrijders, waaronder ook Britten, bij de internationale juy met het verzoek de zijspanrace niet te laten verrijden. Het circuit was levensgevaarlijk door de grote plassen op de baan, waardoor de zijspancombinaties met hun brede banden last van aquaplaning hadden. De Nederlandse afgevaardigde Jo Zegwaard legde samen met zijn Duitse collega Werner Haupt het verzoek neer bij de jury, maar die probeerde het besluit zo lang uit te stellen dat de eerste combinaties al bij de startopstelling zouden staan. De belangrijkste coureurs weigerden echter te rijden: Egbert Streuer, Werner Schwärzel, Rolf Biland en Alain Michel. Steve Webster stond in dubio, want hij zou niet voor zijn thuispubliek kunnen rijden. Wedstrijdleider Vernon Cooper, waarvan bekend was dat hij het met de veiligheid niet zo nauw nam, wilde dat er gereden werd, maar de coureurs herinnerden de jury aan het dodelijke ongeval van Jock Taylor tijdens de Grand Prix van Finland van 1982, toen veel coureurs ook wilden staken. Die staking was gebroken, o.a. door Taylor zelf en Alain Michel, maar dit keer vond ook Michel het te gevaarlijk. Voor Biland betekende de afgelasting zelfs dat zijn laatste kans op de wereldtitel praktisch verkeken was. Uiteindelijk besliste de jury met één stem verschil in het voordeel van de rijders en de Britse zijspanrace ging niet van start.

### Top tien tussenstand zijspanklasse
| Pos. | Coureur          | Bakkenist                     | Merk                             | Ptn. |
| ---- | ---------------- | ----------------------------- | -------------------------------- | ---- |
| 1    | Werner Schwärzel | Fritz Buck                    | Krauser-LCR-Yamaha               | 61   |
| 2    | Egbert Streuer   | Bernard Schnieders            | LCR-Yamaha                       | 58   |
| 3    | Rolf Biland      | Kurt Waltisperg               | Krauser-LCR-Yamaha / LCR-Krauser | 50   |
| 4    | Alfred Zurbrügg  | Martin Zurbrügg               | LCR-Yamaha                       | 26   |
| 5    | Steve Webster    | Tony Hewitt                   | LCR-Yamaha                       | 22   |
| 6    | Masato Kumano    | Helmut Diehl                  | LCR-Yamaha                       | 18   |
| 7    | Steve Abbott     | Shaun Smith                   | Windle-Yamaha                    | 13   |
| 8    | Markus Egloff    | Urs Egloff                    | LCR-Yamaha                       | 12   |
| 9    | Mick Barton      | Simon Birchall                | LCR-Yamaha                       | 11   |
| 10   | Hans Hügli       | Andreas Schütz                | LCR-Yamaha                       | 8    |
| 10   | Frank Wrathall   | Phil Spendlove en Graham Rose | Seymaz-Yamaha                    | 8    |

## Trivia

### Barry Sheene
Barry Sheene debuteerde in Silverstone naast Murray Walker als co-commentator voor de BBC. Wellicht was dat de aanloop naar zijn latere carrière als commentator voor de Australische tv-zenders SBS en The Nine Network. 

### Zichtproblemen
Coureurs vonden verschillende oplossingen voor het beslaan van het vizier. Freddie Spencer had een speciale geventileerde Arai-helm, Wayne Gardner gebruikte een rubber randje aan de bovenkant van zijn vizier, de meeste coureurs plakten tape over hun neus en mond en Ron Haslam had het hele vizier van zijn Kiwi-helm rondom met tape afgeplakt. Dat was een probleem toen het alsnog besloeg. Haslam ging de pit in om zijn vizier schoon te maken, maar het kostte veel tijd om de tape te verwijderen en het vizier open te krijgen. Het kostte hem 30 seconden om weer te vertrekken. 

### If I'm doing well, don’t say anything about it
Niet voor de eerste keer in de carrière van Murray Walker kreeg een coureur pech onmiddellijk nadat Walker hem genoemd had. Nu wees Barry Sheene Walker op het feit dat Gary Lingham het goed deed met een twee jaar oude Suzuki-productieracer. Lingham was op dat moment zevende. De regisseur pikte Lingham op en op hetzelfde moment stopte de Suzuki ermee.
1977 · 1978 · 1979 · 1980 · 1981 · 1982 · 1983 · 1984 · 1985 · 1986 · 1987 · 1988 · 1989 · 1990 · 1991 · 1992 · 1993 · 1994 · 1995 · 1996 · 1997 · 1998 · 1999 · 2000 · 2001 · 2002 · 2003 · 2004 · 2005 · 2006 · 2007 · 2008 · 2009 · 2010 · 2011 · 2012 · 2013 · 2014 · 2015 · 2016 · 2017 · 2018 · 2019 · 2021 · 2022 · 2023 · 2024 · 2025